# Războieni
Războieni est une commune roumaine du județ de Neamț, dans la région historique de Moldavie et dans la région de développement du Nord-Est.

## Géographie
La commune de Războieni est située dans le nord du județ, sur le Plateau moldave, à 27 km au nord-est de Piatra Neamț, le chef-lieu du județ.
La municipalité est composée des cinq villages suivants (population en 1992) :
- Borșeni (378) ;
- Războieni (728) ;
- Războienii de Jos (715), siège de la municipalité ;
- Valea Albă ;
- Valea Mare (111).

## Histoire
La première mention écrite du village date de 1414. Un établissement militaire romain se trouvait sur le territoire de la commune.

## Politique
Le Conseil Municipal de Războieni compte 11 sièges de conseillers municipaux. À l'issue des élections municipales de juin 2008, Sebastian-Bogdan Taraălungă (PNL) a été élu maire de la commune.
| Parti                          | Nombre de conseillers |
| ------------------------------ | --------------------- |
| Parti national libéral (PNL)   | 6                     |
| Parti social-démocrate (PSD)   | 4                     |
| Parti démocrate-libéral (PD-L) | 1                     |

## Religions
En 2002, la composition religieuse de la commune était la suivante :
- Chrétiens orthodoxes, 94,20 % ;
- Vieux Chrétiens, 2,79 %.

## Démographie
En 2002, la commune comptait 2 355 Roumains (98,20 %) et 43 Tsiganes (1,80 %).
| 1992  | 2002  | 2007  |
| ----- | ----- | ----- |
| 2 421 | 2 398 | 2 296 |

## Économie
L'économie de la commune repose sur l'agriculture, lélevage et l'exploitation des forêts. La commune dispose de 2 122 ha de terres arables, de 45 ha de prairies, de 333 ha de pâturages et de 898 ha de forêts.

## Communications

### Routes
La route régionale DJ208G permet de gagner Ștefan cel Mare, Girov et Piatra Neamț.

## Lieux et monuments
- Războieni, monastère orthodoxe fondé en 1496[6].